# Avenida Diagonal (Barcelona)
La avenida Diagonal (en catalán Avinguda Diagonal) es el nombre de una de las mayores y más importantes avenidas de Barcelona, España. Corta el distrito central del Ensanche en dos diagonalmente, de ahí su nombre.

## Descripción
Fue proyectado originalmente por el ingeniero de caminos Ildefonso Cerdá como una de las avenidas principales de la ciudad, que junto con la avenida Meridiana corta oblicuamente la retícula racionalista que él diseñó para el Ensanche. Ambas se cruzan en la plaza de las Glorias Catalanas, junto con la Gran Vía, que Cerdà diseñó como el nuevo centro de la ciudad. Sin embargo, la plaza Cataluña ocupa una posición más privilegiada dentro del área urbana, y finalmente se convirtió en el centro.
La avenida comienza en el distrito de San Martín, cerca de San Adrián del Besós al lado de la Ronda del Litoral tocando al mar, y cruza diagonalmente la ciudad en dirección a Lérida y Madrid y desemboca en la Ronda de Dalt, cerca de Esplugas de Llobregat, en el barrio de Les Corts.
La avenida dispone de una sección constante de 50 metros de ancho, y mide cerca de 12 kilómetros de largo. A lo largo de su recorrido va variando su sección tipo. Empieza siendo un bulevar con paseo central peatonal, dos vías de tranvía laterales, y dos calzadas laterales con aceras. Entre la plaza de las Glorias Catalanas y la plaza Francesc Macià dispone de una calzada central y dos laterales para los vehículos, y dos aceras laterales y dos paseos para los peatones. En el tramo final sigue constando de una calzada central y dos laterales rodadas, y dos paseos laterales, uno dedicado a la circulación del tranvía y el otro para los peatones.
Cuando Barcelona fue sede de los Juegos Olímpicos, se realizaron una serie de trabajos urbanísticos para adaptar diversas zonas a las necesidades del mencionado evento. Una de las cuatro Áreas Olímpicas que se proyectaron urbanísticamente fue la llamada: "Área de la Diagonal". Esta intervención urbanística recayó en los arquitectos Maria Rubert de Ventós y Oriol Clos (arquitecto jefe del Ayuntamiento de Barcelona). Con este proyecto lo que se pretendía era mejorar la zona como puerta de entrada a Barcelona, llevando a cabo la intercomunicación de las vías de comunicación con el área metropolitana, entre otras cosas. Esta Área aportaba el mayor número de equipamientos deportivos que se utilizaron para las olimpiadas entre ellas el Camp Nou, y muchas de sus instalaciones; el estadio del RCD Espanyol en Sarrià; el Club de Polo; así como instalaciones hoteleras de alta gama.

## Nombres

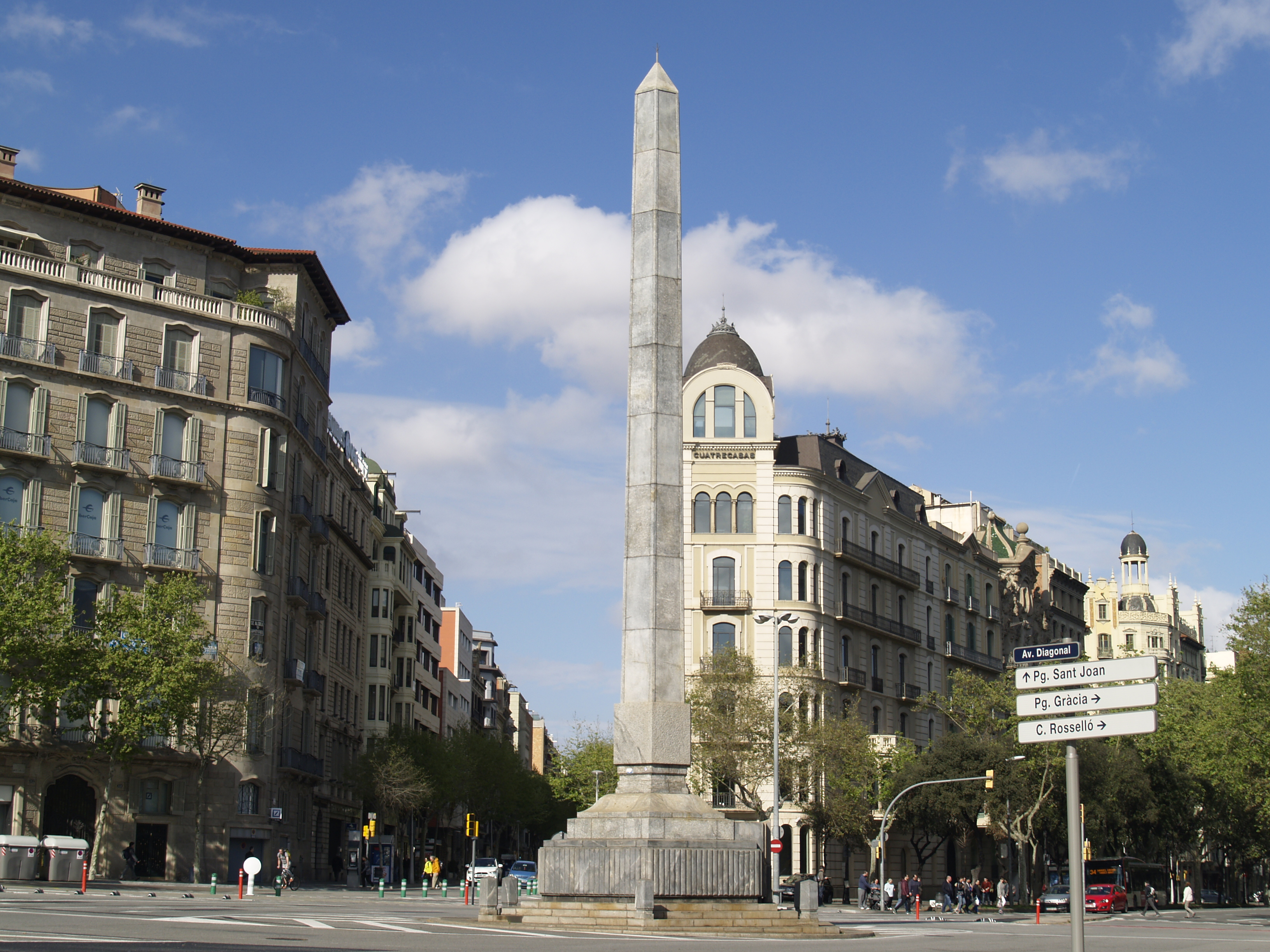
Obelisco de la avenida Diagonal

Los diferentes regímenes que ostentaron el poder en Cataluña y España durante los siglos XIX y XX trataron de borrar la herencia de los regímenes anteriores cambiando los nombres de las calles de la ciudad, y la avenida Diagonal no es una excepción. 
La avenida a lo largo del siglo pasado se ha conocido bajo los siguientes nombres:
- Gran Vía Diagonal - nombre original que le dieron Ildefonso Cerdá y Víctor Balaguer a la avenida.
- Avinguda d'Argüelles - 1874. Anteriormente el ayuntamiento de Gracia ya le había dado este nombre.
- Avinguda de la Nacionalitat Catalana - 1922. Mancomunidad de Cataluña.
- Avenida de Alfonso XIII - 1924. Durante la dictadura de Primo de Rivera se le puso el nombre del rey Alfonso XIII.
- Avinguda del Catorze d'Abril - 1931. Segunda República Española.
- Gran Vía Diagonal - 1939, nombre provisional impuesto el día después de la ocupación de Barcelona por parte de las tropas sublevadas como un intento de eliminar las referencias a la República.
- Avenida del Generalísimo Francisco Franco - 1939. Durante el régimen de Francisco Franco.
- Avinguda Diagonal - su nombre actual, aprobado tras el restablecimiento de la democracia en 1979.

## Obras arquitectónicas y esculturas
La avenida, a lo largo de su trayecto de más de 10 km, está rodeada por esculturas y edificios emblemáticos, algunos de los más destacables son:

### Inicios del sigloXX
Obras finalizadas durante las primeras décadas del siglo XX.
| Nombre                                                                                | Arquitecto                                                    | Estilo Arquitectónico          | Fecha de inauguración | Imagen |
| ------------------------------------------------------------------------------------- | ------------------------------------------------------------- | ------------------------------ | --------------------- | ------ |
| Palacio Robert                                                                        | Henri Grandpierre y Joan Martorell                            | Neoclásico Romántico           | 1903                  |        |
| Iglesia de Nuestra Señora de Pompeya                                                  | Enric Sagnier                                                 | Modernismo Catalán             | 1910                  |        |
| Casa de les Punxes                                                                    | Josep Puig i Cadafalch                                        | Modernismo Catalán             | 1905                  |        |
| Palau del Baró de Quadras                                                             | Josep Puig i Cadafalch                                        | Modernismo Catalán             | 1906                  |        |
| Casa Comalat                                                                          | Salvador Valeri                                               | Modernismo Catalán             | 1911                  |        |
| Casa Garriga                                                                          | Enric Sagnier                                                 | Modernismo Catalán             | 1911                  |        |
| Fuente de la Palangana                                                                | Eduard Batiste Alentorn                                       | Novecentismo (arte anecdótico) | 1917                  |        |
| Escola Ramon Llull                                                                    | Josep Goday                                                   | Novecentismo                   | 1923                  |        |
| Monumento a Mosén Jacint Verdaguer                                                    | Josep Maria Pericas, Joan Borrell, Miquel Oslé y Luciano Oslé | Novecentismo                   | 1924                  |        |
| Casa Planells                                                                         | Josep Maria Jujol                                             | Novecentismo, Organicismo      | 1924                  |        |
| Fuente del Efeb                                                                       | Àngel Tarrach Barrabia                                        | Novecentismo                   | 1924                  |        |
| Casa Antoni Seguí                                                                     | Josep Rodríguez Lloveras                                      | Novecentismo                   | 1928                  |        |
| Edificio Ferrer Cajigal                                                               | Josep Rodríguez Lloveras                                      | Novecentismo (afrancesado)     | 1935                  |        |
| Casa Balbina Mas de Miquel (primer edificio de España construido con hormigón armado) | Domènec Sugranyes Gras                                        | Novecentismo (afrancesado)     | 1936                  |        |
| Obelisco del Cinco de Oros                                                            | Josep Vilaseca i Casanovas y Adolf Florensa                   |                                | 1936                  |        |

### 1939 a 1975
Obras finalizadas durante la época del régimen franquista.
| Nombre                       | Arquitecto                                                        | Estilo Arquitectónico                                 | Fecha de inauguración | Imagen |
| ---------------------------- | ----------------------------------------------------------------- | ----------------------------------------------------- | --------------------- | ------ |
| Facultat de Dret de la UB    | Guillermo Giràldez Dàvila, Pedro López Íñigo, Xavier Subias Fages | Arquitectura Moderna (Grupo R)                        | 1957                  |        |
| Monumento a Narcís Monturiol | Josep Maria Subirachs                                             | Arte contemporáneo                                    | 1963                  |        |
| Torre Banco Sabadell         | Francesc Mitjans                                                  | Arquitectura Moderna (Escuela de Barcelona)           | 1969                  |        |
| Edifici Macià                | Josep Soteras                                                     | Arquitectura Moderna (Escuela de Barcelona)           | 1970                  |        |
| Edificio Atalaya             | Federico Correa y Alfons Milà                                     | Arquitectura Moderna (Escuela de Barcelona)           | 1971                  |        |
| Girafa Coqueta               | Josep Granyer                                                     | Arte contemporáneo (Postexpresionismo, Neofiguración) | 1972                  |        |

### 1976 a 1992
Obras finalizadas durante transición, hasta los Juegos Olímpicos de Barcelona 1992.
| Nombre                      | Arquitecto                             | Estilo Arquitectónico                                   | Fecha de inauguración | Imagen |
| --------------------------- | -------------------------------------- | ------------------------------------------------------- | --------------------- | ------ |
| Edificio Planeta            | Josep Maria Fargas y Enric Tous        | Brutalismo                                              | 1976                  |        |
| Edificio Catalana Occidente | Pere Tomàs de Villota Rocha            | Arquitectura Moderna (Escuela de Barcelona)             | 1979                  |        |
| Torres La Caixa             | Francesc Mitjans, José Antonio Coderch | Arquitectura Moderna (Escuela de Barcelona), Posmoderno | 1983                  |        |
| Terra i Foc                 | Joan Gardy Artigas                     | Arte contemporáneo (Abstracto)                          | 1983                  |        |
| Edificio Metro 3            | Federico Correa y Alfons Milà          | Posmoderno (Neotradicionalismo)                         | 1989                  |        |
| Pedralbes Centre            |                                        | Racionalismo Ecléctico                                  | 1989                  |        |

### 1993 hasta la actualidad
Obras finalizadas a partir de la finalización de los Juegos Olímpicos de Barcelona 1992.
| Nombre                                                    | Arquitecto                                        | Estilo Arquitectónico                              | Fecha de inauguración | Imagen |
| --------------------------------------------------------- | ------------------------------------------------- | -------------------------------------------------- | --------------------- | ------ |
| L'Illa Diagonal                                           | Rafael Moneo                                      | Racionalismo Ecléctico, Posmoderno                 | 1993                  |        |
| Edificio Alta Diagonal                                    | Josep Maria Fargas y Enric Tous                   | Posmoderno                                         | 1993                  |        |
| Illa del Llac                                             | Óscar Tusquets, BST Arquitectos y KM+P Architects | Posmoderno                                         | 2002                  |        |
| Hotel Barcelona Princess                                  | Óscar Tusquets                                    | Posmoderno                                         | 2004                  |        |
| Edificio Fórum (Museo de Ciencias Naturales de Barcelona) | Herzog & de Meuron                                | Arquitectura contemporánea                         | 2004                  |        |
| Torre Glòries (Torre Agbar)                               | Jean Nouvel, b720 Fermín Vázquez Arquitectos      | Posmoderno (Neofuturismo, High-Tech)               | 2005                  |        |
| Torre Nova Diagonal                                       | MSA+A                                             | Posmoderno                                         | 2007                  |        |
| Habitat Sky                                               | Dominique Perrault                                | Arquitectura contemporánea (Neomoderno)            | 2007                  |        |
| Edificio Mediapro                                         | Carlos Ferrater Lambarri                          | Arquitectura contemporánea                         | 2008                  |        |
| D97                                                       | Dominique Perrault                                | Arquitectura contemporánea                         | 2008                  |        |
| Diagonal 123                                              | Dominique Perrault                                | Arquitectura contemporánea (Neomoderno)            | 2009                  |        |
| D99                                                       | BCA                                               | Arquitectura contemporánea                         | 2009                  |        |
| Diagonal Zero Zero                                        | Enric Massip-Bosch                                | Posmoderno (High-Tech)                             | 2011                  |        |
| Edificio RBA                                              | MBM Arquitectes                                   | Arquitectura contemporánea (High-Tech, Neomoderno) | 2011                  |        |
| Museo del Diseño de Barcelona                             | MBM Arquitectes                                   | Posmoderno (High-Tech)                             | 2014                  |        |
| Sede Central Cuatrecasas Abogados                         | GCA                                               | Arquitectura contemporánea (Neomoderno)            | 2017                  |        |
| Edificio Antares                                          | Odile Decq                                        | Arquitectura contemporánea                         | 2021                  |        |
| Casa Seat y Mandarin Oriental Residences                  | Carlos Ferrater Lambarri                          | Arquitectura contemporánea                         | 2022                  |        |

## Comercio
La avenida Diagonal de Barcelona es uno de los ejes comerciales de la ciudad, especialmente en lo que a tiendas de alta costura y joyería se refiere. También su recorrido se ve acompañado por grandes centros comerciales como son: Diagonal Mar, Westfield Glòries o L'illa Diagonal.

## Proceso Participativo para la Reforma de la Avenida Diagonal
El alcalde de Barcelona, Jordi Hereu, inició un proceso participativo para la ampliamente reclamada Reforma de la Avenida Diagonal, aprovechando las sinergias con otras reclamaciones para unir las dos redes de tranvía, Trambesòs i Trambaix, que existen en la ciudad.
La consulta popular puesta en marcha por el Ayuntamiento en mayo de 2010 entre dos alternativas de reforma propuestas (Rambla o Bulevard) tuvo una bajísima participación (cerca de un 12% de los votantes potenciales) y un rechazo de las opciones presentadas por el Ayuntamiento (cerca de un 80% de los votos fueron a favor de la opción Ninguna de las otras dos).